# Eticó I
Eticó o Adalric I (nascut cap al 645 i mort el 690) fou duc d'Alsàcia de 662 à 690. Era fill de Leudesius, cogovernant de Nèustria i oficial de Sigebert III per haver-se casat amb la seva filla Bereswinde. D'altres avantpassats d'Eticó foren igualment governants de Nèustria. Se'l considera un dels avantpassats de la família dels Habsburg.